# Cherry Ghost
I Cherry Ghost sono stati un gruppo musicale indie rock britannico, nato nel 2005 a Bolton nel Nord-est dell'Inghilterra e guidata da Simon Aldred (Bolton, 1975). Inizialmente il nome Cherry Ghost si riferiva solamente a Simon, in qualità di solista, poi piano piano prese corpo anche la band. Simon Aldred ha dichiarato che il nome della band è una citazione dal brano Theologians degli Wilco. L'album di debutto è Thirst for Romance.

## Formazione
- Simon Aldred – voce, chitarra
- Jim Rhodes – chitarra
- Ben Parsons – tastiere
- Phil Anderson – basso
- Grenville Harrop – batteria

## Discografia

### Album
- 2007 - Thirst for Romance
- 2010 - Beneath This Burning Shoreline
- 2014 - Herd Runners

### EP
- 2007 - iTunes Festival: Live in London